# Baron Ravensdale

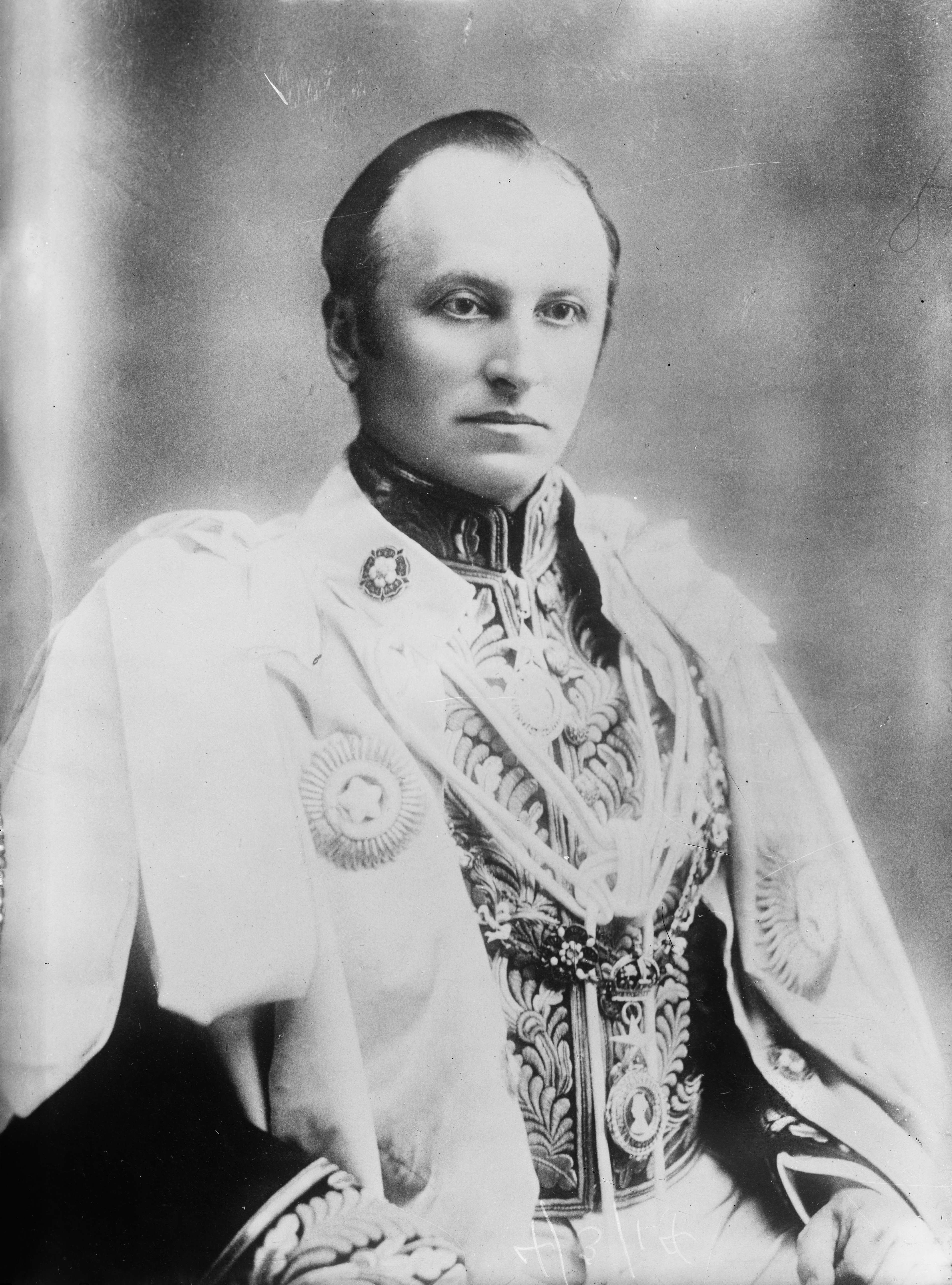
George Nathaniel Curzon

Baronowie Ravensdale 1. kreacji (parostwo Zjednoczonego Królestwa)
- 1911–1925: George Nathaniel Curzon, 1. markiz Curzon of Kedleston i 1. baron Ravensdale
- 1925–1966: Mary Irene Curzon, 2. baronowa Ravensdale
- 1966 -: Nicholas Mosley, 3. baron Ravensdale

Najstarszy syn 3. barona Ravensdale: Shaun Nicholas Mosley